# 若い歌声
「若い歌声」（わかいうたごえ）は、1963年11月5日に ビクターより発売された橋幸夫の34枚目のシングル（VS-1146）で、「いつでも夢を」「若い東京の屋根の下」につづく吉永小百合との3枚目のデュエット曲である。TBSドラマ「いつでも歌を」の主題歌となっている。

## 概要
- 橋は、前年9月20日に発売した吉永小百合とのデュエット曲「いつでも夢を」（VS-807）で、第4回日本レコード大賞を受賞し、「夢のコンビ」といわれ[2]、その後デュエット2作目として「若い東京の屋根の下」が発売され、これがヒットすると、3作目として本楽曲が制作された。
- 作詞は佐伯孝夫、作曲は吉田正で、前2作品と同じく橋と吉永の両恩師による楽曲である。
- 前2者に比較して、近年ではベスト盤への収録も殆どないが、小野善太郎は「埋もれてしまうには実にもったいない名曲」[3]としている。

- 本楽曲には「セリフの掛け合いもあり」、「いつでも夢を」と違って、一緒に吹き込みを行っている。前曲「若い東京の屋根の下」が「古き良き東京のムードが溢れていた」のに対して今回は、「幼馴染みの故郷の歌」「雪ぐつはいたお人形」「丘のポプラ」など、歌詞やセリフに子供時代のふるさと（田舎）の情景が歌われている。
- c/wの「花は呼んでいる」も佐伯作詞、吉田作曲であるが、前回のB面が橋の単独歌唱であったためか、今回は吉永の単独歌唱となっている。AB両面ともデュエット曲が収録されているのは、橋・吉永デュエットの最終作となる第6作のA面「夢みる港」B面「あの娘はまちへ」のみである。

## 収録曲
1. 若い歌声
作詞： 佐伯孝夫、作・編曲：吉田正
2. 花は呼んでいる
作詞： 佐伯孝夫、作・編曲：吉田正

## 収録アルバム
- 橋幸夫
初期のベスト盤（LP）での収録のほか、CDでのベスト盤では『60周年記念デュエットベスト〜星よりひそかに 雨よりやさしく〜』（2019年7月、VICL-65207）に収録。
CD-BOXでは『橋幸夫大全集』（1993年9月20日）のDISC3、『橋幸夫のすべて』（2011年2月8日）DISC-2に収録
- 吉永小百合
『吉永小百合　ザ・ベスト』（2013年11月20日）VICL-41320
CD-BOXでは『吉永小百合　ベスト１００』（2012年10月3日）DISC-2に収録
本BOXには、橋とのデュエット曲7曲全て収録されている。